# Denticerus muehlei
Denticerus muehlei är en skalbaggsart som beskrevs av Mourglia och Teocchi 1994. Denticerus muehlei ingår i släktet Denticerus och familjen långhorningar. Inga underarter finns listade i Catalogue of Life.